# Qiu Ersao
Qiu Ersao, född 1822, död 1853, var en kinesisk befälhavare under Taipingupproret. Hon var ledare inom sekten Tiandihui och uppmanade framgångsrikt tusentals medlemmar av sekten att ansluta sig till Taipingupproret. Hon anförde upp till cirka 500 kvinnliga soldater och var känd för sitt strikta regemente: medan Taiping normalt lät kvinnliga soldater övernatta i kvinnobaracker, krävde hon att de likt männen sov på marken. 